# Буревісник реюньйонський
Буревісник реюньйонський (Puffinus bailloni) — морський птах з родини буревісникових (Procellariidae).

## Поширення
Вид поширений в тропічних частинах західної частини Індійського океану від Східної Африки до південної Індії та в аналогічних регіонах Тихого океану на південний схід від Японії до Французької Полінезії.

## Підвиди
Існує п'ять підвидів реюньйонського буревісника:
- Puffinus bailloni nicolae (Jouanin, 1971): гніздиться на островах на північному заході Індійського океану.
- Puffinus bailloni colstoni (Shirihai & Christie, 1996): гніздиться на островах Альдабра на Сейшельських островах.
- Puffinus bailloni bailloni (Bonaparte, 1857): Маврикій, Реюньйон і острів Європа.
- Puffinus bailloni dichrous (Finsch & Hartlaub, 1867): острови центральної частини Тихого океану.
- Puffinus bailloni gunax (Mathews, 1930): Вануату.